# Gudrun Genest
Pour les articles homonymes, voir Genest.
Gudrun Genest est une actrice et doubleuse allemande née le 13 août 1914 à Brunswick, et morte le 6 février 2013 a Munich. 

## Filmographie

### Cinéma
- 1961 : Die Ehe des Herrn Mississippi
- 1967 : La Main de l'épouvante

### Télévision
- 1979 : Inspecteur Derrick